# Pseudoeuraphia
Pseudoeuraphia is een zeepokkengeslacht uit de familie van de Chthamalidae. De wetenschappelijke naam van het geslacht werd voor het eerst geldig gepubliceerd in 2000 door Poltarukha.

## Soort
De volgende soort is bij het geslacht ingedeeld:
- Pseudoeuraphia montgomeryi (Foster, 1990)